# 亞當·杜來
Adam John Drury（1993年9月9日—），英格蘭的職業足球運動員，司職翼鋒 / 右後衛，現由英格蘭超級足球聯賽曼城租借至蘇格蘭足球冠軍聯賽聖美倫。